# Kōta Fujimoto
Kōta Fujimoto (藤本 康太?, Fujimoto Kōta; Kumamoto, 2 aprile 1986) è un ex calciatore giapponese, di ruolo difensore.